# Halcyon
Halcyon là một chi chim trong họ Alcedinidae.

## Các loài
- Halcyon albiventris
- Halcyon badia
- Halcyon chelicuti
- Halcyon chloris
- Halcyon coromanda
- Halcyon cyanoventris
- Halcyon gularis
- Halcyon leucocephala
- Halcyon malimbica
- Halcyon pileata
- Halcyon smyrnensis
- Halcyon senegaloides
- Halcyon senegalensis